# Роберт Мюллер (хокеїст)
Ро́берт Мю́ллер (нім. Robert Müller; нар. 25 червня 1980, м. Розенгайм, Німеччина — пом. 21 травня 2009, м. Розенгайм, Німеччина) — німецький хокеїст, воротар. Виступав за німецькі клуби з 1997 до 2009 року, провів загалом 387 матчів. Грав у складі збірної Німеччини, в тому числі на чемпіонатах світу 2004 та 2006 років, а також на Зимових Олімпійських іграх у Турині.
У листопаді 2006 року йому був поставлений діагноз — пухлина головного мозку. У травні 2009 року Роберт помер від цієї хвороби. Німецька хокейна ліга у зв'язку з цим назавжди закріпила № 80 за Мюллером, під яким він виступав, а також включила до Залу хокейної слави Німеччини.

## Біографія

### Початок кар'єри
У три роки Роберт вперше встав на ковзани. З п'яти років виступав у місцевому спортивному союзі. Захищав кольори команд Розенгайма різних вікових груп у баварській хокейній лізі. Мюллер був надзвичайно амбітним гравцем — вранці і ввечері він грав як нападник і як воротар. «Спорт це його життя.»; (Франц Фріцмайєр, тренер національної молодіжної збірної).
Голкіпер до сезону 1996/97 виступав у клубі «Розенгайм», за цей час зі своєю командою став чотири рази чемпіоном Баварії. У 1997 році Роберт переходить до ХК «Клостерзеє», який виступає в другій лізі. З Мюллером «Клостерзеє» закріпився у лізі, відігравши плей-оф на виживання. Після цього він повернувся в «Розенгайм», де відіграв у воротах «Зоряних биків» (Німецька хокейна ліга) до 2000 року. За ці два роки він потіснив з позиції основного воротаря: Клауса Далпіаза, а також Роберта Хаасе та Гокана Альготссона.

### Чемпіонські здобутки 2001, 2003 і 2007 років

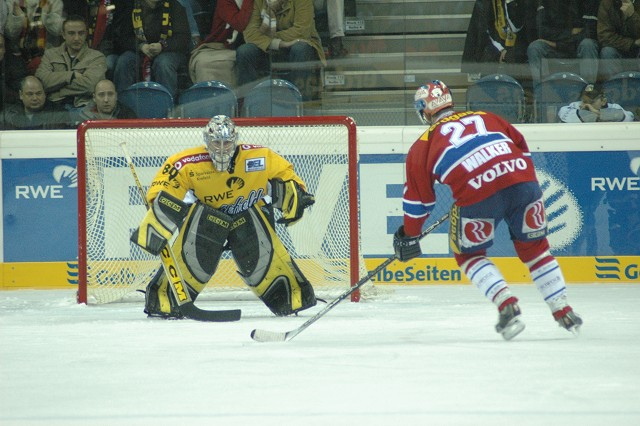
Роберт Мюллер в дії, 2004

Влітку 2000 року Мюллер підписав контракт з чотириразовим чемпіоном Німеччини клубом «Адлер Мангейм», з яким він став чемпіоном Німеччини в 2001 році, а в 2002 посів друге місце. Також Роберт виступав у молодіжному складі «Адлеру», в основному складі був запасним воротарем канадця Майка Розаті.
У 2001 році в Драфті НХЛ був обраний у дев'ятому раунді, під номером 275 клубом Національної хокейної ліги «Вашингтон Кепіталс». Влітку 2002 року він отримав можливість узяти участь у тренувальному зборі «Вашингтон Кепіталс».
Після участі в тренувальному таборі «Кепіталс» (США), Мюллер вирішив продовжити кар'єру в Німеччині.
|                                  | Я честолюбний, спочатку я хочу мати успіх тут [в Німеччині], Америка буде пізніше.Оригінальний текст (нім.) Ich bin ehrgeizig, erst mal will ich hier [in Deutschland] Erfolg haben, Amerika kommt dann später |
| — Роберт Мюллер, tagesspiegel.de | |

Повернувшись до Німеччини, Мюллер після двох років і 40 матчів у «Адлер Мангейм» переходить до «Крефельду». У «Крефельді» Мюллер відразу стає воротарем номер один і виграє зі своєю командою в сезоні 2002/03 років чемпіонат Німеччини. Під час свого перебування в Крефельді в сезонах 2004/05 та 2005/06, входив до команди Усіх зірок Німецької хокейної ліги. Після пропуску «Пінгвінами» раунду плей-оф в сезоні 2003/04, Мюллера віддали в оренду до кінця сезону в Швейцарію, де він не врятував від вильоту до Національної ліги Б ХК «Базель».
Після чотирьох років у Крефельді та зіграних загалом 213 матчів, Мюллер повернувся в сезоні 2006/07 назад до Мангейма, де підписав трирічний контракт. У Мангеймі Мюллер був вперше задіяний як номер один, попри знаходження в складі таких воротарів, як Іпо Кауханен та Денні аус дер Біркена. Зрештою, разом з «орлами» він завоював свою третю золоту медаль чемпіона Німеччини.

### Хвороба та повернення на лід
У листопаді 2006 року під час матчу Кубка Німеччини в Ганновері у Роберта сталося запаморочення, через яке він покинув майданчик. За даними досліджень у нейрохірургічній Клініці Гейдельберга, виявлено злоякісну пухлину головного мозку, яку частково видалили хірургічним шляхом. Після цієї операції він пройшов лікування хіміотерапію та променевою терапію. Мюллер був поза грою протягом трьох місяців лікування, але через деякий час повернувся на лід та зіграв в трьох офіційних матчах, в тому числі фінальний матч сезону на рідній арені. Це сталося після того як фанати почали скандувати ім'я Мюллера. Він стояв останні 31 секунду у воротах «Мангейму» в матчі проти «Нюрнберг Айс Тайгерс», в якому було здобуто перемогу 5:3 та загальну перемогу в серії 3:0.
Наступного сезону Роберту довелося відмовитись від свого місця в стартовому складі на користь Жан-Марка Пеллетьє, а також Адама Хаузера. За рішенням керівництва клубу, сезон 2007/08 воротар на правах оренди провів в «Фюше Дуйсбург», з можливістю повернення до «Мангейму», якщо це виявиться необхідним протягом сезону.
|                                                               | Сидіти на лавці [як запасний воротар] – це найгірше, що може бути.Оригінальний текст (нім.) Auf der Bank [als Ersatztorhüter] zu sitzen ist das Schlimmste, was es gibt |
| — Роберт Мюллет, faz.net, Robert Müller — in der Verlängerung | |

У грудні 2007 року «Кельнер Гайє» і «Адлер Мангейм» погодились на обмін Роберта Мюллера до клубу з Кельна. Він замінив Тревіса Скотта, який вирушив за контрактом до Росії.
22 березня 2008 Роберт Мюллер брав участь в третьому матчі серії плей-оф сезону 2007/08 «Кельнер Гайє» — «Адлер Мангейм», що тривав 168 хвилин і 16 секунд, в якому гол Філіпа Гогулла вирішив долю матчу на користь «акул» 5:4. За тривалістю,- шість з половиною годин (з урахуванням як ігрового часу, так і перерв між періодами та овертайму), цей матч є найдовшим в історії професійного хокею Німеччини, і другим у світі. У цьому матчі Мюллер парирував 100 кидків по його воротах.

### Завершення кар'єри та смерть
У серпні 2008 року Мюллеру повинні були зробити ще одну операцію, за офіційними даними, були взяті зразки тканини. Насправді, однак, як і в першій процедурі йому видалили більшу частину пухлини, яка виросла протягом короткого часу і це було небезпечно для життя.
В кінці жовтня 2008 року, воротар повернувся на лід. На початку листопада Роберт дозволив своєму лікарю, професору Вольфганг Віку, озвучити тяжкість захворювання, звільнивши його від зобов’язання зберігати мовчання. Попри критичний прогноз, воротар продовжував тренуватися. У цей час він вже перевищив середню тривалість життя для осіб з пухлиною четвертого ступеня, гліобластомою.
16 листопада Мюллер нарешті повернувся, відіграв останні вісім хвилин у грі проти «Кельнер Гайє» — «Нюрнберг Айс Тайгерс». Роберт зазначив після матчу:
|                                  | Я радий, що я відчуваю це. Я можу грати знову, це найбільша радість для мене.Оригінальний текст (нім.) Ich bin froh, dass ich das erlebe. Dass ich wieder spielen kann, das ist das Größte für mich. |
| — Роберт Мюллер, tagesspiegel.de | |

В середині грудня 2008 року його здоров'я різко погіршилось, під час публічного виступу в дитячій лікарні він звалився. У січні 2009 року він завершив свою кар'єру воротаря, а в березні відбувся останній публічний виступ на церемонії закриття сезону «Кельнер Гайє».
21 травня 2009 Роберт Мюллер помер у своєму рідному місті Розенгайм. У нього залишилися дружина і двоє дітей.

## Міжнародна кар'єра

### Клубні турніри
З клубом «Адлер Мангейм» Роберт Мюллер брав участь у 2001 році в Кубку Шпенглера (Давос), де відіграв один повний матч, а ще в двох виходив на заміну Майка Розаті. Кубок Шпенглера 2003 року, вже в складі «Крефельду», відіграв всі п'ять матчів. Хоча й команда посіла останнє місце, але Мюллера визнано найкращим воротарем турніру.

### Збірна Німеччини
Першим його міжнародним турніром у складі збірної став чемпіонат Європи серед юніорів до 18 років 1997 року, де він відіграв шість матчів. Тим не менш, команда вилетіла з дивізіону А.

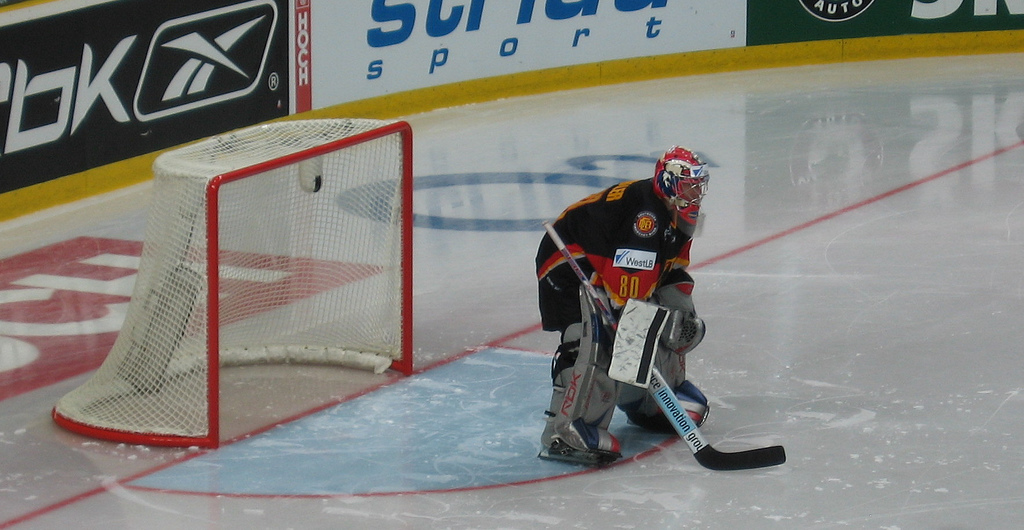
Роберт Мюллер в матчі проти Чехії (2007 рік)

Починаючи з 1999 року Роберт Мюллер стає воротарем німецької національної збірної. Саме 13 лютого дебютує в матчі проти збірної Швейцарії, який закінчився поразкою з рахунком 2:5. У збірній він також грав під номером 80, як і в клубі (за роком народження). У квітні того ж року дебютує на дорослому чемпіонаті світу, в дивізіоні «В», збірна Німеччини посіла четверту сходинку пропустивши вперед збірні: Данії — переможець групи, Великої Британії та Казахстану.
Цій команді вдалося в наступному році здобути перемогу в групі «B» у Польщі, де Мюллер в складі збірної відіграв два матчі. Крім того він зіграв в п'яти матчах на чемпіонаті світу U-20. Брав участь у чемпіонаті світу 2001 року, що проходив в Німеччині, де збірна Німеччини програла в 1/4 фіналу збірній Фінляндії 1:4. Був у складі збірної в Любляні (Словенія), де збірна Німеччини виборола право виступати на Зимових Олімпійських іграх в Солт-Лейк-Сіті в 2002 та на чемпіонаті світу в Швеції.
На чемпіонаті світу 2003 року у Фінляндії виступав у складі збірної та потрапив разом з нею до чвертьфіналу, де німці поступились збірній Канаді 2:3 в овертаймі. Чемпіонат 2005 року в Відні та Інсбруці команда провела невдало та вилетіла до групи «B». Мюллер грав також у складі збірної на Кубку світу з хокею 2004 року, а з 2000 по 2005 на Кубку Німеччини. Брав участь в Зимових Олімпійських іграх 2006 року, а також сприяв поверненню збірної Німеччини до вищого дивізіону на чемпіонаті світу (дивізіон І) в того ж року у Франції. Чемпіонат світу 2008 став останнім офіційним турніром для Роберта в складі збірної.

## Статистика

### Клубна
Регулярний чемпіонат
І = матчі; В = перемоги; П = поразки; ЧНЛ = часу на льоду (хвилини: секунди); ГП = голів пропущено; ША = шатаути; СП = Середня кількість пропущених шайб; %ВК = відбитих кидків (у %); П = результативні передачі; ШХ = штрафні хвилини
Плей-оф
І = матчі; В = перемоги; П = поразки; ЧНЛ = часу на льоду (хвилини: секунди); ГП = голів пропущено; ША = шатаути; СП = Середня кількість пропущених шайб; %ВК = відбитих кидків (у %); П = результативні передачі; ШХ = штрафні хвилини

### Збірні та міжнародні клубні турніри
І = матчі; В = перемоги; Н = нічиї; П = поразки; ЧНЛ = часу на льоду (хвилини: секунди); ГП = голів пропущено; ША = шатаути; СП = Середня кількість пропущених шайб; %ВК = відбитих кидків (у %); П = результативні передачі; ШХ = штрафні хвилини

## Досягнення
Роберт триразовий чемпіон Німеччини, двічі в складі «Адлер Мангейм» в 2001 та 2007, ще один титул завоював у складі ХК «Крефельд» у 2003. Також п'ять разів входив у команду усіх зірок Німецької хокейної ліги. У 2007 та 2008 роках брав участь у матчі Німецька збірна DEL — Збірна Європи DEL.
В плей-оф 2002/03 та 2007/08 Мюллер був найкращим голкіпером, пропускаючи за матч 1,99 — 2,2 шайби. Його визнавали найкращим воротарем на чемпіонаті Європи серед юніорів у 1998 році, чемпіонаті світу з хокею 2006 в дивізіоні І, а також на Кубку Шпенглера 2003 року.
У березні 2009 року Роберта Мюллера обрано до Залу хокейної слави Німеччини.
Після смерті Мюллера, клуби за які він виступав, зокрема «Кельнер Гайє», «Адлер Мангейм» та ХК «Клостерзеє», закріпили за ним назавжди номер 80, а також встановили банери під дахом стадіону. Хоча воротар ніколи не грав у Мюнхені, до цієї події також приєднався ХК «Ред Булл Мюнхен», закріпивши номер 80 за Робертом Мюллером.
На початку сезону 2009/10 всі матчі починались з хвилини мовчання.

## Громадська діяльність
Роберт Мюллер є засновником рекламної кампанії 2002 для допомоги хворим на СНІД та заснував інтернет-проект robert-hilft.de, який збирав кошти для допомоги хворим на СНІД. Роберт брав участь і в інших проектах, зокрема Фонд «Die 80 hat Kraft», який збирав кошти для дітей Німеччини хворих на рак.